# Whakaari / White Island
Whakaari/White Island, in der Öffentlichkeit unter dem Namen White Island bekannt, ist Neuseelands einzige aktive Vulkaninsel. Der vollständige Māori-Name für diese Insel ist: Te Puia o Whakaari (kurz Whakaari), was „der dramatische Vulkan“ oder auch „sichtbar machen“ heißt.
Bis zum Ausbruch im Jahr 2019 besuchten jährlich viele Touristen und Vulkanologen die Insel. An vielen Stellen entweicht aus Fumarolen schwefelhaltiger Dampf. Daher ist die Oberfläche des Vulkans mit ausgeschiedenem hellgelbem Schwefel bedeckt. Diese Ablagerungen wurden von der Mitte des 19. bis zum Anfang des 20. Jahrhunderts von einer Schwefelmine gewerbsmäßig abgebaut. Auf White Island befindet sich eine Australtölpelkolonie (Morus serrator) mit etwa 5300 Brutpaaren (Stand 2014–15). Die Insel ist daher Teil des Vogelschutzgebiets Bay of Plenty Islands Important Bird Area.

## Geografie
White Island befindet sich rund 48 km nördlich der Küstenstadt Whakatāne und 51 km nördlich der Stadt Opotiki in der Bay of Plenty. Der Vulkan dehnt sich über eine Fläche von rund 325 Hektar aus und erstreckt sich über rund 2,5 km in Ost-West-Richtung sowie über 2,2 km in Nord-Süd-Richtung. und erhebt sich mit dem Mount Gisborne 321 m über den Meeresspiegel. Allerdings ist dies nur die Spitze eines viel größeren submarinen Berges, der etwa 1600 m über den Meeresboden ansteigt. 70 % des Vulkans liegen unter dem Meeresspiegel. Damit ist diese vulkanische Struktur die größte in Neuseeland. Der Vulkankegel, der White Island bildet, ist über zwei Millionen Jahre alt.
Der Vulkan befindet sich am östlichen Rand der Australischen Platte, wo sich die Pazifische Platte unter die Australische schiebt.

## Geologie
Vulkanologen vom GeoNet Projekt kontrollieren ständig die Aktivität des Vulkans mit Hilfe von elektronischen Hilfsmitteln wie Überwachungskameras, Magnetfeldstärkenmessgeräten sowie seismologischer Ausrüstung für die Erdbebenwarnungen. Bis zu tausend Erdbeben werden pro Tag auf dieser Insel registriert, von denen die meisten so schwach sind, dass nur Seismographen sie wahrnehmen.

## Geschichte

### Entdeckung
White Island wurde von James Cook entdeckt, als er am 1. Oktober 1769 durch die Bay of Plenty segelte. Er nannte die Insel so, weil sie ständig in einer Wolke von weißem Dampf erschien. Obwohl er nahe an die Insel herankam, hatte er nicht bemerkt, dass es sich um einen Vulkan handelte.

### Bergbau

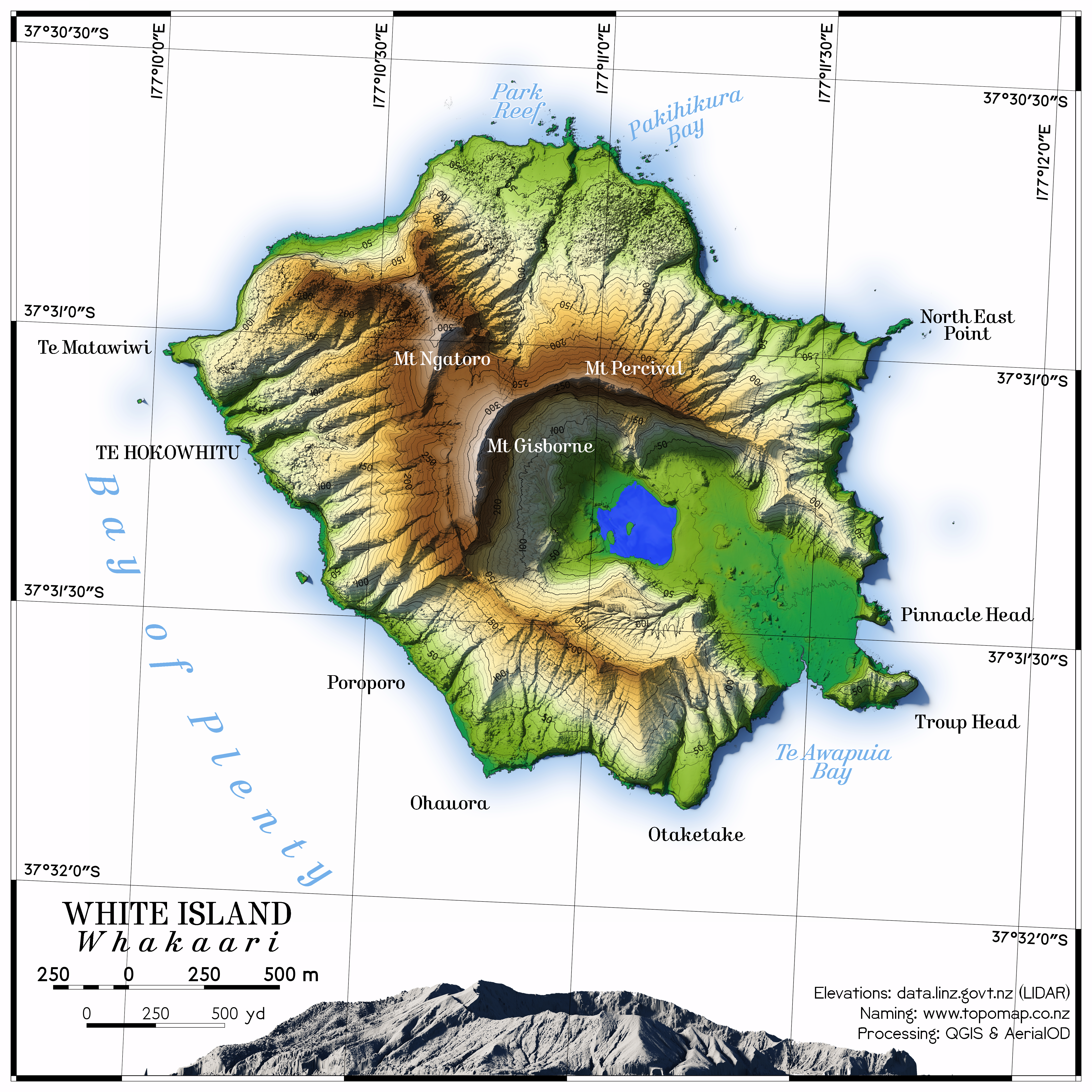
Topografische Karte

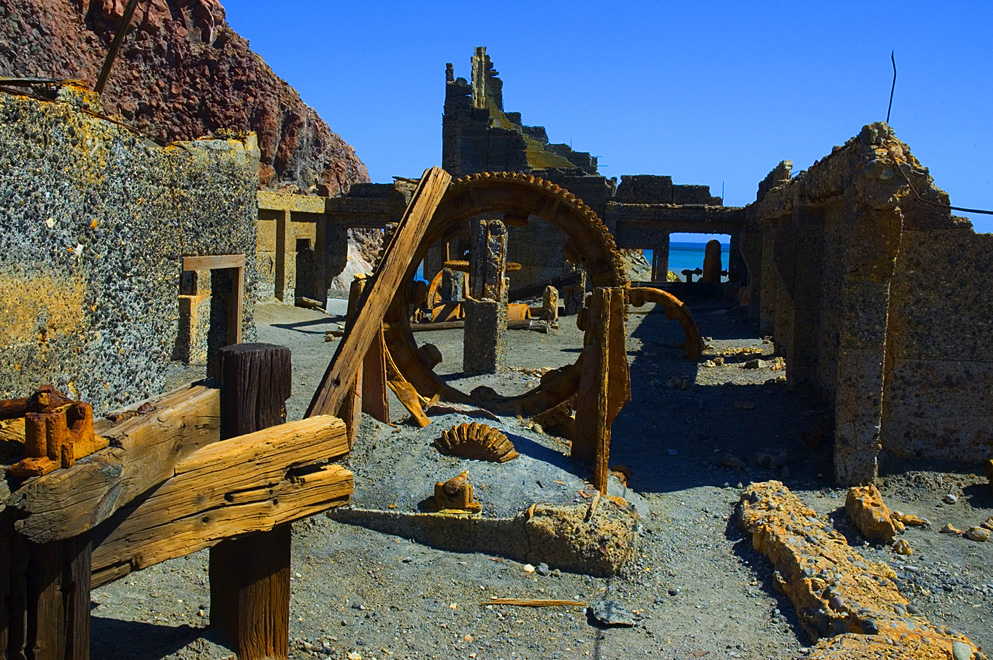
Bergbauanlagen auf Whakaari / White Island (Januar 2005)

Zu Beginn des 20. Jahrhunderts wurde ein Versuch gestartet, auf Whakaari / White Island Schwefel abzubauen. Nachdem 1914 zwölf (oder zehn) Bergleute durch einen Bergrutsch gestorben waren, wurde der Schwefelabbau auf der Insel vorerst aufgegeben.
Einige Jahre später wurde der Abbau von Schwefel wieder aufgenommen, doch man hatte vom Desaster von 1914 gelernt. Die Arbeiter nutzten Hütten auf einer Hochebene der Insel. Jeden Tag mussten sie ihre Boote mit Hilfe eines Gerüstes zu Wasser lassen und zum Ladeplatz in der Crater Bay rudern. Bei stürmischer See kletterten sie sogar auf einem engen Weg um die Felsen. Vor der Entdeckung von Antibiotika wurde Schwefel in der Medizin als antibakterielles Mittel oder zur Sterilisierung von Weinkorken benutzt, oder auch zur Herstellung von Streichholzköpfen. Der abgebaute Schwefel wurde mit kleinen Rollwagen zur Fabrik transportiert. Allerdings gab es zu wenig Schwefel auf dem Vulkan, und somit wurde die oberste Bodenschicht als Komponente für landwirtschaftlichen Dünger verwendet. Aufgrund des geringen Mineralgehalts des Düngers wurde der Bergbau in den 1930er-Jahren beendet. Die Ruinen der Bauten, die von den schwefelhaltigen Gasen verätzt wurden, sind heute noch zu besichtigen.

### Ausbrüche

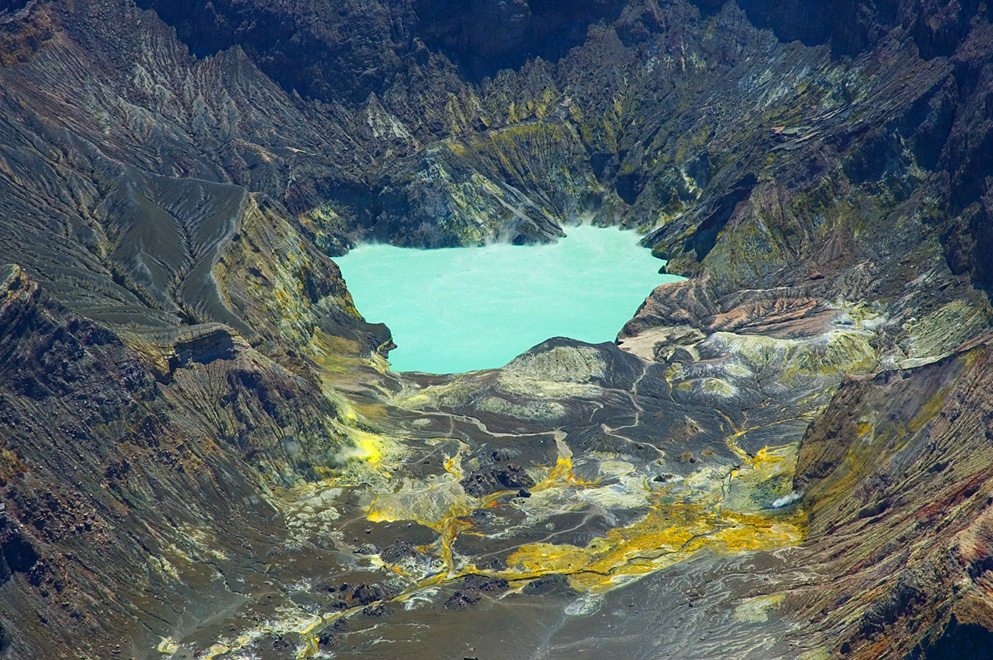
Der Kratersee von Whakaari / White Island (Januar 2005)

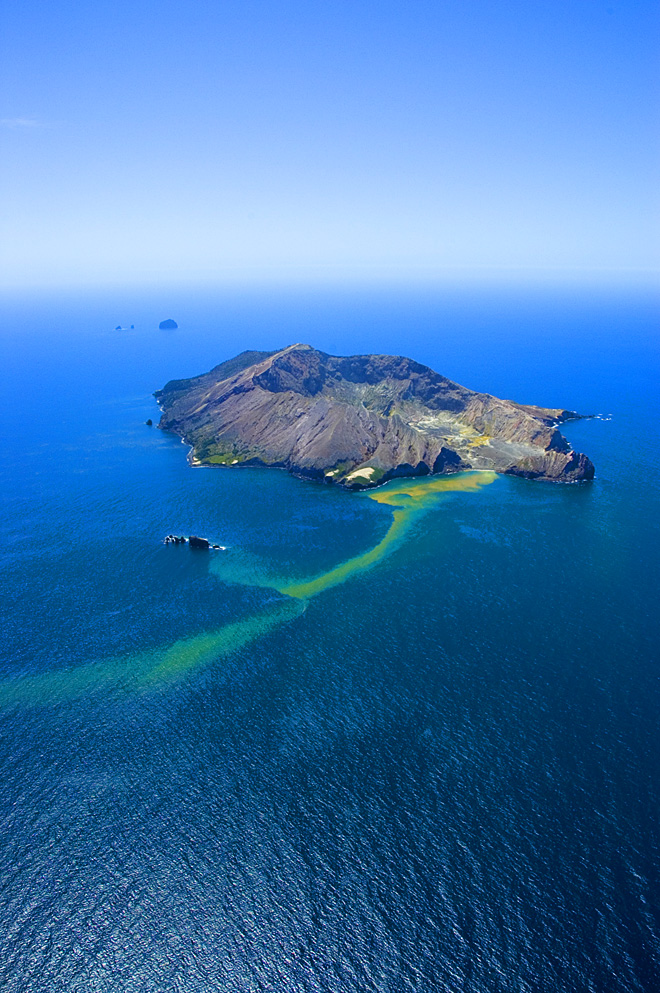
Whakaari / White Island, Bay of Plenty, Neuseeland (Januar 2005)

#### 1975 bis 2000
Die längste bekannte Eruptionsphase des Vulkans fand von Dezember 1975 bis September 2000 statt, wobei sich der letzte größere Ausbruch dieser Phase im Juli des abklingenden Jahres der Phase ereignete und einen neuen Krater mit einem Durchmesser von 150 m bildete. In den Jahren 1981 und 1983 veränderte sich die Landschaft der Insel gravierend. Ein großer Teil des Pōhutukawa-Waldes wurde zerstört und im Hauptkrater entstand ein kleiner See. Die Farbe des Kratersees variierte von grau bis grün.

#### 2012 bis 2013
Weitere Ausbrüche des Vulkans ereigneten sich am 5. August 2012 mit einer Periode von Ascheauswürfen. Nachfolgend erhitzte sich der Kratersee und im Zusammenhang mit phreatischen Explosionen verschwand der See Anfang 2013. Im Juni bildete sich der See erneut und weitere Eruptionen folgten vom 20. August an bis zum 11. Oktober 2013.

#### 2019
Ein Ausbruch am 9. Dezember 2019 gegen 14:11 Uhr Ortszeit forderte samt den an Verletzungsfolgen gestorbenen und zwei für tot erklärten Personen 22 Todesopfer und mehrere Verletzte.
Bereits in den Wochen vor dem Ausbruch hatte das geologische Institut Neuseelands eine verstärkte vulkanische Aktivität festgestellt und darum die Alarmstufe angehoben. So warnte etwa am 3. Dezember die Earthquake Commission in einer Pressemitteilung: „Auf Whakaari / White Island herrschen weiterhin leichte vulkanische Unruhen. An der Öffnung hinter dem Kratersee sind erhebliche Gas-, Dampf- und Schlammexplosionen zu beobachten. Andere Überwachungsparameter bleiben erhöht und die Vulkanalarmstufe bleibt auf Stufe 2“. Am 9. Dezember wurde der sogenannte Alert Level auf 3 hochgestuft. Laut dem Bericht der Behörde kam es zu einem kurzen Ausbruch, der eine Aschewolke mit einer Höhe von rund 4000 Metern erzeugte.
Auf der Vulkaninsel befanden sich zum Zeitpunkt des Ausbruchs nach Angaben der örtlichen Polizei 47 Menschen, darunter nach Medienberichten 30 Passagiere des Kreuzfahrtschiffes Ovation of the Seas. Mithilfe einer von Vulkanologen installierten Beobachtungskamera (GeoNet) war zu sehen, dass sich mehrere Personen am Krater befanden, als Rauch die Sicht zu verdecken begann.
Mit Schiffen wurden 23 Personen von der Insel evakuiert. Mit mehreren Helikoptern wurden weitere 12 Personen ausgeflogen. Nach Angaben der Polizei bestand für die Vermissten kaum noch Hoffnung, den Ausbruch überlebt zu haben. Die Premierministerin Neuseelands Jacinda Ardern sagte während einer Pressekonferenz, dass es sich bei den Opfern um Neuseeländer sowie Touristen aus Australien, Großbritannien, China, Malaysia und den USA handelt. Aufklärungsflüge haben keine Überlebenden gezeigt. Aufgrund der Gefahr weiterer Eruptionen wurden die Rettungs- und Bergungsmaßnahmen vorerst eingestellt.
Am 13. Dezember (Ortszeit) bargen trotz des Risikos eines weiteren Vulkanausbruchs acht Soldaten mit einem Militärhelikopter von einem Marineschiff aus sechs Leichen. 22 Menschen lagen zu diesem Zeitpunkt im Krankenhaus, teilweise schwer verletzt und in Lebensgefahr. Im Dezember starben weitere Personen an ihren Verletzungen.
Am 13. Dezember kündigte Regierungschefin Jacinda Ardern für Montag, 16. Dezember eine Gedenkminute für die Opfer an. Taucher von Polizei und Marine Neuseelands setzten am 14. Dezember die Suche nach zwei Vermissten in den Gewässern rund um die Vulkaninsel fort. Mit Stand 15. Dezember wurden noch 17 Verletzte in 4 Krankenhäusern in Neuseeland behandelt, 12 verletzte Australier lagen in ihrem Land in Sydney und Melbourne in Krankenhäusern. Am 14. Dezember wurde das Betreten der Inseln verboten. Es wird angenommen, dass die beiden Vermissten ebenfalls umgekommen sind und dass ihre Leichen ins Meer gespült wurden. Die Wahrscheinlichkeit, sie zu finden, wurde als gering eingeschätzt, am 24. Dezember wurde die Suche nach ihnen eingestellt. Sie wurden für tot erklärt.
Ein deutscher Tourist, der am 2. Juli 2020 an seinen Verletzungen starb, war das 22. und letzte Opfer dieses Unglücks.

## Tourismus
Seit dem 14. Dezember 2019 ist das Betreten der Insel verboten. Vorher wurde diese touristisch vermarktet, verschiedene Unternehmen hatten von den Privateigentümern der Insel die Lizenz bekommen, geführte Touren zur Insel durchzuführen. Von Whakatāne per Boot oder von verschiedenen Orten per Helikopter wurden Besucher zur Insel gebracht. Es war Vorschrift, dass sich Besucher nur mit festem Schuhwerk sowie einer mitgeführten Atemschutzmaske sowie einem Schutzhelm auf der Insel bewegen durften. Das Anlegen der Boote erfolgte an den Resten des alten Anlegestegs der Minengesellschaft aus den 1930er Jahren.